# Karl Becker (statistiker)
Karl Becker, född 2 oktober 1823 i Strohausen, Oldenburg, död 20 juni 1896 i Berlin, var en tysk statistiker.
Becker tjänstgjorde som officer i oldenburgska och schleswig-holsteinska arméerna 1842-51, studerade sedan ekonomi och statistik vid universiteten i Göttingen och Berlin samt övertog 1855 ledningen av Oldenburgs statistiska byrå och var 1872-91 direktör för Tyska rikets statistiska ämbetsverk.
De flesta av Beckers många arbeten ingår i Oldenburgs och Tyska rikets officiella statistiska redogörelser. Av hans enskilda arbeten är mest bekant det 1874 utkomna Zur Berechnung von Sterbetafeln an die Bevölkerungsstatistik zu stellende Anforderungen.